# Meda (Italie)
Pour les articles homonymes, voir Meda.
Meda est une commune italienne d'environ 23 000 habitants située dans la province de Monza et de la Brianza, dans la région Lombardie, dans le Nord-Ouest de l'Italie.
C'est dans cette commune que se trouve l'usine chimique à l'origine de la Catastrophe de Seveso.

## Transport
La commune est traversée par la ligne de Milan à Asso, la gare de Meda est desservie par des trains régionaux R LeNord. C'est aussi une station de la ligne S2 du Service ferroviaire suburbain de Milan.

## Administration
| Période                                  | Période                | Identité                  | Étiquette           | Qualité |
| ---------------------------------------- | ---------------------- | ------------------------- | ------------------- | ------- |
|                                          | partir du 11 juin 2002 | Adelio Asnaghi            | Maison des libertés |         |
|                                          | partir du 27 mai 2007  | Giorgio Fiorenzo Taveggia | LN                  |         |
| Les données manquantes sont à compléter. |                        |                           |                     |         |

### Communes limitrophes
Lentate sul Seveso, Cabiate, Seregno, Barlassina, Seveso.